# Lincolnville (Carolina del Sud)
Lincolnville è un comune degli Stati Uniti d'America, situato in Carolina del Sud, in parte nella Contea di Charleston e in parte nella Contea di Dorchester.